# SN 2002en
SN 2002en – supernowa typu II odkryta 18 sierpnia 2002 roku w galaktyce UGC 12289. W momencie odkrycia miała maksymalną jasność 18,30m.